# Korfbal

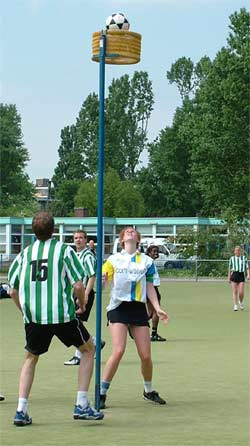
Un partido de korfbal en los Países Bajos entre 'Trekvogels' y 'OZC'.

El korfbal, también llamado balonkorf, es un deporte jugado entre dos equipos que buscan introducir una pelota dentro de una canasta. 
Los equipos son mixtos, formados por cuatro hombres y cuatro mujeres en cada formación, y el área de juego se divide entre las zonas de postura y defensa. El korfbal mantiene ciertas similitudes con el baloncesto, y de hecho se considera una evolución de este, influenciado por el ringball sueco. Las canastas de korfbal son de mimbre, o plástico en la actualidad, y están sujetas a un palo alto.
Después de ser demostrado por primera vez en 1903, el juego se hizo tan popular que ya en 1905 un gran número de clubs de korfbal organizaron una Asociación Nacional de Korfbal para regular las competiciones de liga. La presentación internacional del korfbal tuvo lugar durante las Olimpiadas de 1920 que se celebraron en Amberes, Bélgica. Aunque dicha presentación tuvo como resultado la formación de la Asociación Belga de Korfbal, la aceptación internacional iba despacio hasta después de la Segunda Guerra Mundial.
Las causas de este lento desarrollo puede haber sido la tradicional separación de hombres y mujeres en las actividades deportivas competitivas. Desde la Segunda Guerra Mundial dos factores pueden explicar la popularidad cada vez mayor del korfbal en el contexto deportivo internacional: la introducción universal del baloncesto americano (deporte apenas conocido en Europa y otros continentes antes del adoctrinamiento realizado por las fuerzas armadas estadounidenses); y el hecho de que la reconstrucción de la posguerra incluyese el establecimiento de muchas instalaciones deportivas cubiertas. El korfbal, que anteriormente se jugaba en un campo similar al del fútbol, ahora tenía que adaptarse a dimensiones parecidas a las de una cancha de baloncesto. El área de juego, ahora más reducido, sugirió una reducción del número de divisiones de tres a dos, y la limitación de los jugadores a un equipo de 8 en vez de 12. Como resultado, el ritmo del juego se aceleró y el número total de tantos marcados en un partido también aumentó.

## Medida de cancha

### Terreno de juego
El tamaño de la cancha es de 20 × 40 m (22 a 44 m). La cancha se divide en dos mitades, llamadas zonas. En cada zona hay un poste de 3,5 m (11,5 pies) de altura con una cesta en la parte superior. Esta se coloca dos tercios de la distancia entre la línea central y la parte posterior de la zona.
Entre el fin de la cancha y la canasta, hay una distancia de 6.5 metros o 6 metros.

### Pelota
La pelota es muy similar a la pelota de fútbol. Tiene una circunferencia de 68,0-70,5 cm (es decir un diámetro de 21,75-22,45 cm), un peso de  445-475 gramos, y una altura de bote de 1,10-1,30 metros al caer desde una altura de 1,80 metros.

### Equipos
Un equipo de korfbal es mixto (consta de 8 jugadores, 4 mujeres y 4 hombres).
Cada equipo tiene su propio entrenador, quien puede cambiar los jugadores durante un partido, negociar con el árbitro, crear la formación para el partido y mantener el espíritu del equipo, cada partido de korfbal tiene una duración total de 60 minutos, divididos en cuatro tiempos de 12,30 minutos. Entre dos mitades se hace un descanso de 10 minutos

### Modalidad de juego
Dos hombres y dos mujeres de cada equipo están en una zona, y los demás están en la otra zona. Durante el partido no se pueden cambiar de zona. Los hombres y las mujeres juegan uno al lado del otro, pero los duelos son hombre a mujer y mujer a hombre. Sin embargo, se permite a un jugador para cambiar entre los oponentes que él/ella está defendiendo, siempre que sean o no del mismo género.
Al comienzo de un partido un equipo elige la mitad de la cancha. Que la mitad será su zona de defensa, con "su" canasta en ella. Los jugadores anotan lanzando la bola a través de la canasta de los oponentes.

## Campeonato Mundial
La Federación Internacional de Korfbal organiza el campeonato mundial cada cuatro años desde 1978. En el mundial del 2011 en China, la selección española no disputó este mundial ya que no existe una Federación Española, la que sí que lo disputó fue la Selección Catalana, que hizo historia, ya que consiguió el cuarto puesto después de perder el partido por el bronce contra China Taipéi.